# Saab 21
Die Saab 21 war ein einsitziges, einmotoriges schwedisches Jagdflugzeug in Tiefdeckerauslegung.

## Konstruktion und Entwicklung
Die Entwicklungsarbeiten des mit einem Druckpropeller, einem einziehbaren Bugradfahrwerk und einem doppelten Leitwerksträger ausgerüsteten Flugzeugs begannen 1941 unter Frid Wänström. Konstruktionsleiter war A. J. Andersson. Die schwedische Luftwaffe bestellte zunächst drei Prototypen. Claes Smith startete am 30. Juli 1943 zum Erstflug.
Die Maschine war ein effizienter Waffenträger, da durch den Druckpropeller in der Flugzeugnase eine 20-mm-Hispano-Bugkanone und zwei 13,2-mm-Bofors-MGs eingebaut werden konnten. In jeder Tragfläche saß zudem je ein weiteres 13,2-mm-Bofors-MG. Unter dem Rumpf war Platz für Bomben und Raketen. Auch war die Sicht des Piloten nach vorne ausgezeichnet.
Die bis zum Kriegsende gebauten Maschinen waren mit einem deutschen Daimler-Benz-DB-605B-Motor ausgestattet. Um den Piloten im Notfall nicht durch die Luftschraube im Heck zu gefährden, entwickelte Saab einen eigenen Schleudersitztyp. Der Schleudersitz vom Typ Saab Mk.I wurde erstmals am 27. Februar 1944 mit einem 100 Kilogramm schweren Dummy bei 405 km/h in 1200 Metern Höhe getestet. Die Saab J21A war dann ab Juni 1945 das weltweit erste nichtdeutsche Flugzeug, das serienmäßig mit einem Schleudersitz ausgestattet war. Am 29. Juli 1946 kam der Schleudersitz nach einer Kollision einer J 21A mit einer FFVS J22 erstmals zum Einsatz. Trotz der modernen Auslegung war eine Druckkabine nicht vorgesehen.
Ende 1945 entstand die J 21A-1, die ebenfalls einen DB-605B-Motor erhielt, allerdings aus schwedischer Lizenzfertigung. Von ihr wurden 54 Exemplare gebaut. Von der nächsten Version J 21A-2 wurden 124 Stück beschafft und von der letzten Ausführung A 21A-3 120 Stück. Die A-3 besaß die Möglichkeit, zusätzliche Außenlasten aufzunehmen und so als Erdkampfflugzeug verwendet zu werden.
Insgesamt wurden bis 1949 298 Maschinen aller Typen (mit Prototypen) hergestellt. Die schwedische Luftwaffe setzte die Maschinen bis 1951 ein. Eigentlich war eine höhere Produktionszahl geplant; die nach 1945 verfügbare J 26 Mustang und die neuen Strahltriebwerke ließen jedoch das Interesse an der Saab 21 schwinden.
Im Jahre 1947 wurde in vier Maschinen ein Turbojet-Triebwerk vom Typ De Havilland Goblin-3 eingesetzt; dies führte zum Strahljäger Saab 21R, der als Erdkampfflugzeug bis 1957 im Einsatz blieb.

## Technische Daten

Risszeichnung

| Kenngröße             | Daten Saab A 21-3                                                     |
| --------------------- | --------------------------------------------------------------------- |
| Besatzung             | ein Pilot                                                             |
| Länge                 | 10,45 m                                                               |
| Spannweite            | 11,60 m                                                               |
| Höhe                  | 3,97 m                                                                |
| Flügelfläche          | 22,20 m²                                                              |
| Flügelstreckung       | 6,1                                                                   |
| Leermasse             | 3.250 kg                                                              |
| Startmasse            | 4.413 kg                                                              |
| Antrieb               | ein Daimler-Benz DB 605B mit 1.475 PS (1.085 kW)                      |
| Höchstgeschwindigkeit | 640 km/h                                                              |
| Dienstgipfelhöhe      | 11.000 m                                                              |
| Reichweite            | 750 km                                                                |
| Bewaffnung            | 1 × 20-mm-Hispano-Bugkanone, 4 × 13,2-mm-Browning-MG, Bomben, Raketen |

## Bildergalerie

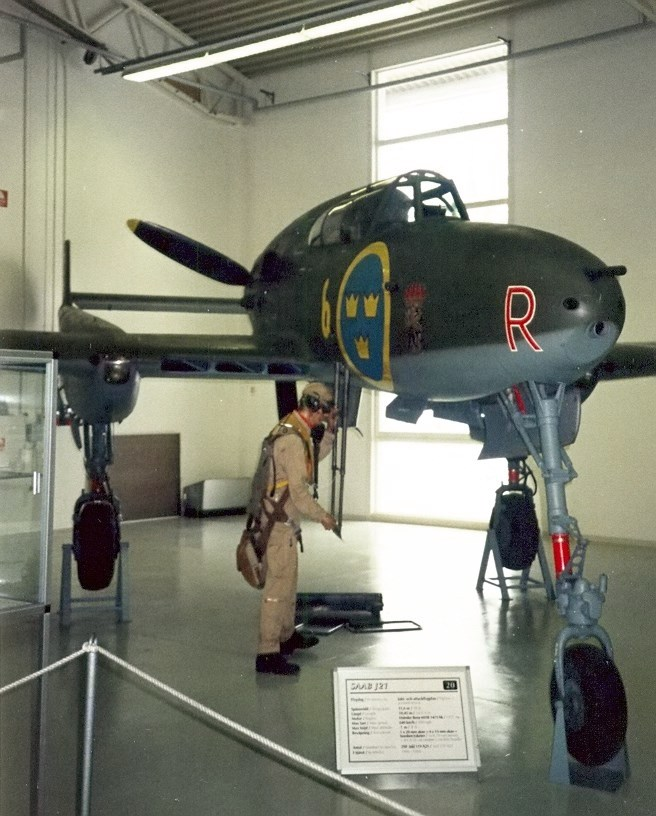
Saab J 21A
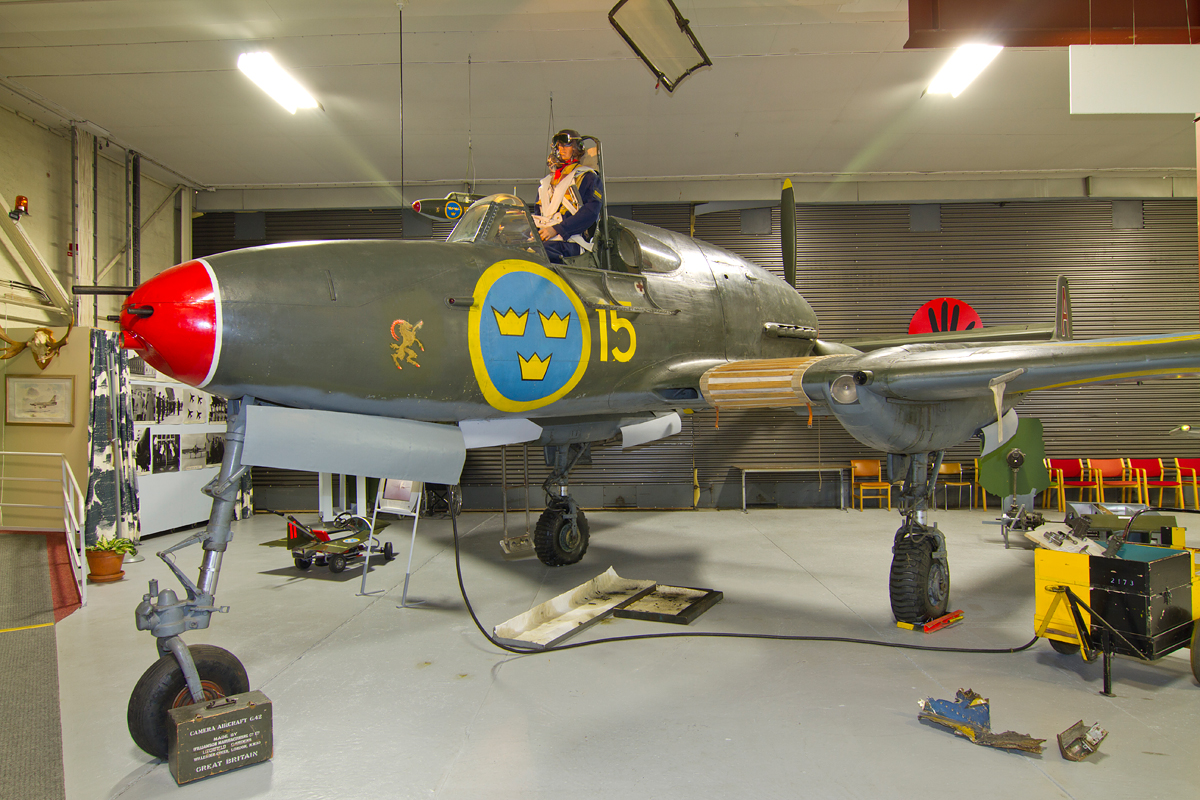
Saab A-21A-3
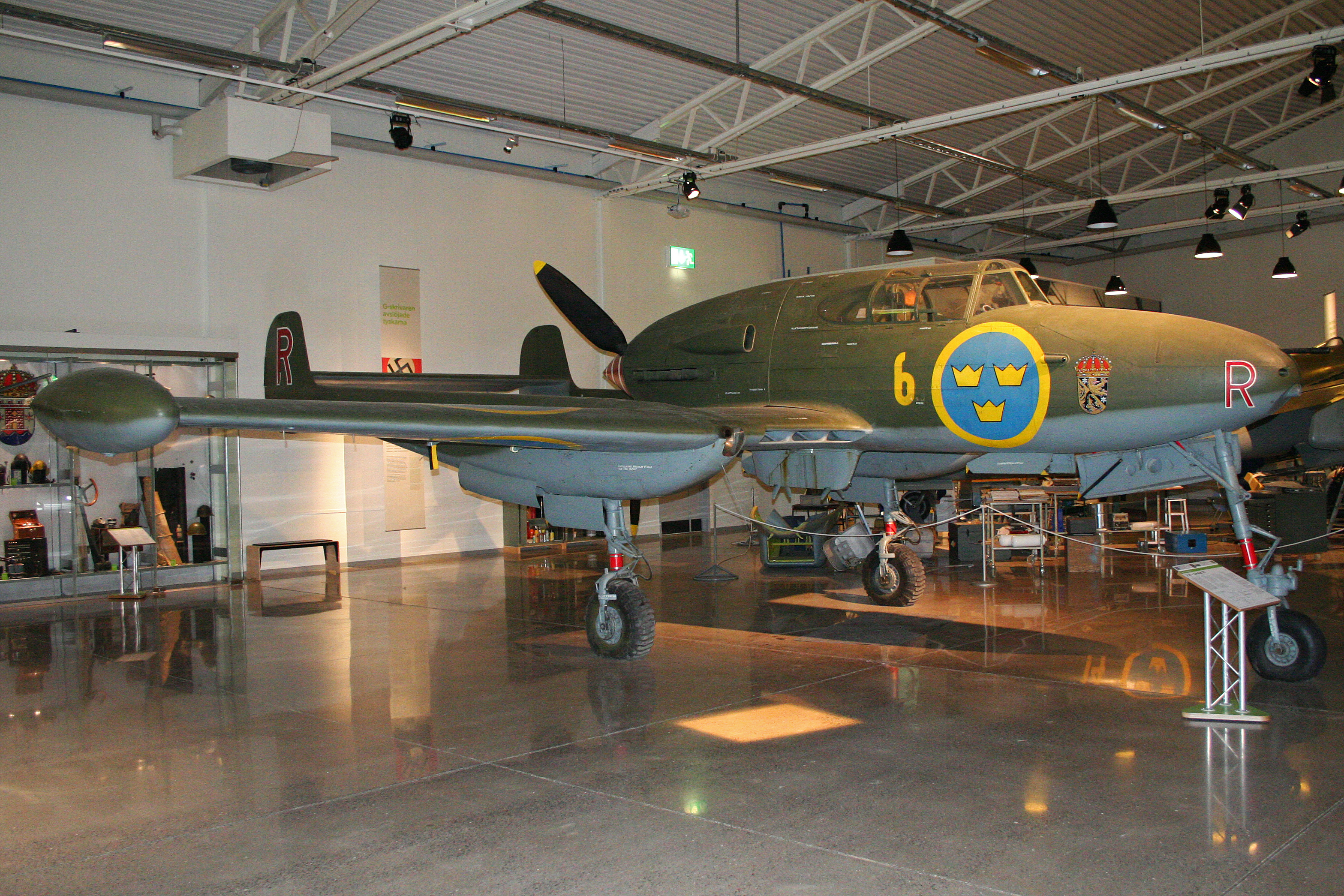
Saab A-21A-3 (J21) 21364 R red
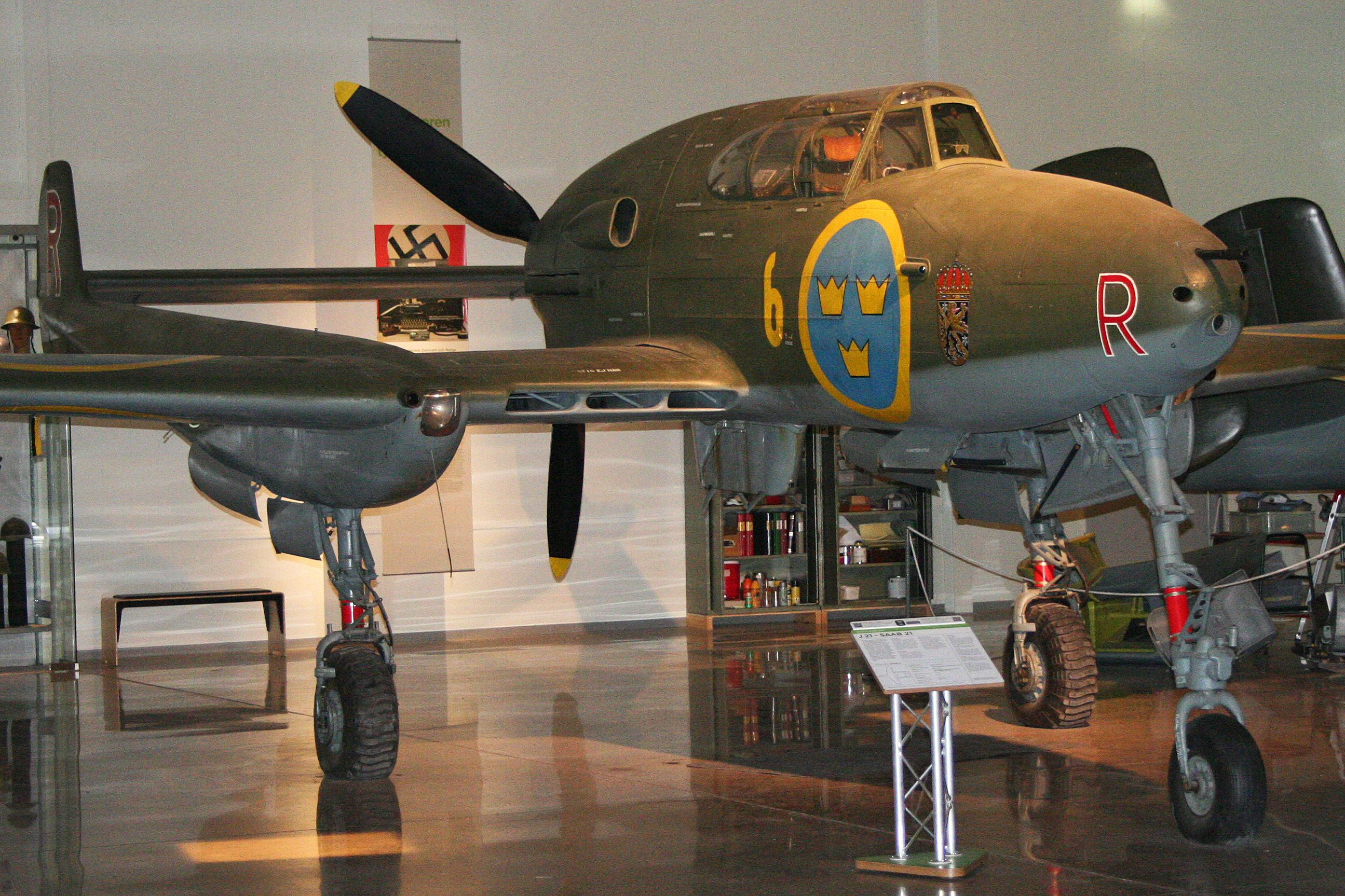
Saab A-21A-3 (J21) 21364 R red